# Zbigniew Bania (historyk sztuki)
Zbigniew Bania (ur. 2 lutego 1946 w Tarnowie) – polski historyk i historyk sztuki, doktor habilitowany nauk humanistycznych w zakresie historii, profesor nadzwyczajny Uniwersytetu Kardynała Stefana Wyszyńskiego w Warszawie oraz Uniwersytetu Łódzkiego.

## Życiorys
W latach 1964–1969 studiował historię sztuki na Uniwersytecie Warszawskim. Stopień magistra uzyskał po przyjęciu pracy Arsenał Warszawski, napisanej pod kierunkiem prof. Stanisława Lorentza oraz po zdaniu egzaminu magisterskiego 14 lipca 1969 roku. Rozprawę doktorską poświęconą pałacowi w Podhorcach obronił na Wydziale Historycznym Uniwersytetu Warszawskiego 5 listopada 1977 roku. Promotorem dysertacji był prof. Adam Miłobędzki. Stopień doktora habilitowanego nauk humanistycznych w zakresie historii uzyskał w 1994 roku na podstawie oceny ogólnego dorobku naukowego i rozprawy zatytułowanej Kalwarie polskie w XVII wieku.
W 1996 roku otrzymał stanowisko profesora nadzwyczajnego, obejmując jednocześnie na Wydziale Kościelnych Nauk Historycznych i Społecznych Akademii Teologii Katolickiej w Warszawie (późniejszego Uniwersytetu Kardynała Stefana Wyszyńskiego) funkcję prodziekana. W 2003 roku został mianowany dyrektorem tamtejszego Instytutu Historii Sztuki.
1 października 1994 roku rozpoczął pracę w Katedrze Historii Sztuki na Wydziale Filozoficzno-Historycznym Uniwersytetu Łódzkiego na stanowisku adiunkta. W 1999 roku został mianowany kierownikiem Zakładu Historii Sztuki do końca XVIII w., zaś 1 listopada 2000 roku objął stanowisko profesora nadzwyczajnego Uniwersytetu Łódzkiego.
Był promotorem dysertacji doktorskich dr. hab. Piotra Gryglewskiego (UŁ), ks. dra hab. Janusza Nowińskiego (UKSW), dra Łukasza Sadowskiego (ASP w Łodzi), dr Ewy Kubiak (UŁ), dr Julii Sowińskiej-Heim (UŁ), dr hab. Anny Sylwii Czyż (UKSW), dr Anny Petrovy, dr Marty Wiraszki (UKSW), dr Malwiny Domagały, dra Tadeusza Zadrożnego (IS PAN). Recenzował między innymi rozprawy doktorskie dra Tomasza Grygla (IS PAN), prof. Jakuba Lewickiego (UKSW), o. dr. Adama Jana Błachuta, dra Michała Kurzeja (UJ), dra Piotra Laska (IS PAN), dra Huberta Mącika, dra Pawła Migasiewicza (IS PAN) i dra Tomasza Zauchy oraz prace habilitacyjne autorstwa dra hab. Andrzeja Betleja (UJ), dr hab. Marty Leśniakowskiej (IS PAN) i dr hab. Ireny Rolskiej-Boruch (KUL).
Zainteresowania badawcze wiąże z dziejami oraz treściami ideowymi form architektonicznych od średniowiecza do końca XIX wieku, polityczno-społecznymi uwarunkowaniami architektury. Podejmuje także zagadnienia dotyczące sztuki półwyspu Iberyjskiego oraz architektury Warszawy.
Profesor Zbigniew Bania prezentuje ustalenia badawcze na licznych konferencjach naukowych poświęconych historii sztuki, takich jak: HISTORIA – KONSERWACJA – REWITALIZACJA. Funkcjonowanie rezydencji regionu łódzkiego w kontekście doświadczeń europejskich (Katedra Historii Sztuki Uniwersytetu Łódzkiego, 26-28.09.2016)[7]; Kameduli w Warszawie. 375 lat fundacji eremu na Bielanach, (Uniwersytet Kardynała Stefana Wyszyńskiego, 20-21.10.2016); LXIV Ogólnopolska Sesja Stowarzyszenia Historyków Sztuki "Migracje" (Warszawa, 24-25.11.2016); Okno, przez które wkracza do nas rzeczywistość Boga”. Ołtarz w świetle historii sztuki i teologii liturgii (Katedra Historii Sztuki Uniwersytetu Łódzkiego, 01-02.06.2017); Kameduli w Rytwianach. 400 lat Pustelni Złotego Lasu 1617-2017 (Rytwiany 23-24.09.2017).
W Katedrze Historii Sztuki Uniwersytetu łódzkiego prowadzi zajęcia dydaktyczne z historii architektury polskiej i europejskiej w średniowieczu oraz w epoce nowożytnej. W Instytucie Historii Sztuki Uniwersytetu Kardynała Stefana Wyszyńskiego w Warszawie jest również opiekunem seminariów licencjackich i magisterskich.

## Pełnione funkcje
- Prodziekan Wydziału Kościelnych Nauk Historycznych i Społecznych Akademii Teologii Katolickiej w Warszawie (kadencje: 1994-1996; 1996-1999).
- Dyrektor Instytutu Historii Sztuki Uniwersytetu Kardynała Stefana Wyszyńskiego w Warszawie[2].
- Kierownik Katedry Sztuki Dawnej Instytutu Historii Sztuki Uniwersytetu Kardynała Stefana Wyszyńskiego w Warszawie[15].
- Kierownik Zakładu Historii Sztuki do końca XVIII w. Katedry Historii Sztuki Uniwersytetu Łódzkiego (1999-2009)[16].
- Członek Komitetu Nauk o Sztuce Polskiej Akademii Nauk (2003-2015)[17].
- Członek Rady Naukowej Instytutu Sztuki Polskiej Akademii Nauk (kadencje: 2003-2018)[18].
- Wiceprezes Stowarzyszenia Historyków Sztuki[19].

## Wybrane publikacje
Monografie
- Arsenał Warszawski, PWN, Warszawa 1978.
- Pałac Rady Ministrów, PWN, Warszawa 1980 (Z. Bania, T. S. Jaroszewski).
- Jasna Góra, Instytut Wydawniczy PAX, Warszawa 1983 (Z. Bania, St. Kobielus).
- Jasna Góra. Przewodnik, Wydawnictwo Interpress, Warszawa 1984 (Z. Bania, J. Golonka, St. Kobielus).
- Częstochowa. La Madonna di Jasna Góra, Edizioni Futuro, Verona 1991 (Z. Bania, St. Kobielus).
- Święte miary jerozolimskie. Grób Pański, Anastasis, Kalwaria. Wydawnictwo NERITON. Warszawa 1997.
- Kamieniec Podolski miasto-legenda, Wydawnictwo NERITON, Warszawa 2001 (Z. Bania, M. Wiraszka).

Skrypty
- Klasyfikacja i typologia nagrobków, Zarząd i Ochrony I Konserwacji Zespołów Pałacowo-Ogrodowych, Warszawa 1989 (Z. Bania, A. K. Olszewski).
- Kalwarie polskie w XVII wieku. Dzieje stosowania w Europie od X do końca XVII wieku uświęconych Pasją Chrystusa miar jerozolimskich, Akademia Teologii Katolickiej, Warszawa 1993, s. 5-139.

Artykuły i rozprawy
- Pałac w Podhorcach, "Rocznik Historii Sztuki" 1981, T. XIII, s. 97-168.
- Warszawski pałac Denhoffów, [w:] Podług nieba i zwyczaju polskiego. Studia z historii architektury, sztuki i kultury ofiarowane Adamowi Miłobędzkiemu, PWN, Warszawa 1988, s. 366-371.
- Barok i rokoko w Europie środkowo-wschodniej, [w:] Sztuka świata, T. VII, Arkady, Warszawa 1994, s. 325-350.
- Rola duchowieństwa górnośląskiego w ożywieniu idei naśladowania Jerozolimy w XIX i XX wieku (na przykładzie Góry św. Anny i Piekar śląskich), [w:] Duchowieństwo śląskie wobec przemian społeczno-kulturalnych w XIX i pierwszej połowie XX wieku, Societas, Warszawa 1995, s. 53-63.
- Pałac Biskupów Krakowskich w Warszawie. Próba odtworzenia siedemnastowiecznej dyspozycji wnętrz, [w:] De Gustibus. Studia ofiarowane przez przyjaciół Tadeuszowi Stefanowi Jaroszewskiemu z okazji 65 rocznicy urodzin, PWN, Warszawa 1996, s. 64-69.
- Zabytki architektury w Polsce, [w:] Zarys problematyki ochrony zabytków. Skrypt dla uczestników kursów Towarzystwa Opieki nad Zabytkami, Warszawa, 1996, s. 73-82.
- Tak zwany wpływ Adrychomiusza na XVII- wieczne kalwarie polskie, [w:] Jerozolima w kulturze europejskiej, Warszawa 1997, s. 257-262.
- Latyfundium „katolickie” w Małopolsce i na śląsku, czyli o mecenacie Gaszyńskich, Oppersdorfów i Zebrzydowskich, [w:] Sztuka pograniczy Rzeczypospolitej w okresie nowożytnym od XVI do XVIII wieku. Materiały Sesji Stowarzyszenia Historyków Sztuki Warszawa, październik 1997, ARX REGIA. Ośrodek Wydawniczy Zamku Królewskiego w Warszawie 1998, s. 95-104.
- Deutsche Kreuzwege und polnische Kalvarienberge. Fortsetzung oder ein neues Modell?, [w:] Im Gedächtnis der Kirche neu erwachen. Studien zur Geschichte des Christentums in Mittel- und Osteuropa, BÖHLAU VERLAG, KÖLN WEIMAR WIEN 2000. s. 285-294.
- Pojęcie „rezydencji” w architekturze polskiej XVII i XVIII wieku na przykładzie Podhorzec i Brodów, [w:] Sztuka Ziem Wschodnich Rzeczypospolitej w XVI-XVIII wieku, Lublin 2000, s. 381-391.
- Zamek w Ossolinie. Jego dzieje i funkcja, [w:] Przemiany architektury rezydencjonalnej w XV-XVIII w. na terenie dawnego Województwa Sandomierskiego. Wybrane przykłady. Materiały z sesji naukowej – Kielce 18 września 1999, Kielce 2000, s. 89-102.
- Prawdziwe dzieło architektury, [w:] Wyobraźnia jako jaźń twórcza. Studia z etyki, literatury i sztuki, red. E. Podrez, A. Czyż, NERITON, Warszawa 2002, s. 187-196.
- Średniowieczna kolegiata w Łasku, [w:] Studia [II]. Architektura średniowieczna i nowożytna, red. Z. Bania, E. Kubiak, Łódź 2002, s. 48-56.
- Minaret czy minarety katedry w Kamieńcu Podolskim, [w:] Roczniki Humanistyczne, Historia Sztuki. Prace ofiarowane Jerzemu Paszendzie SJ z okazji siedemdziesiątej rocznicy urodzin, Tom L, z. 4-2002 (zeszyt specjalny), Lublin 2002, s. 507-5013.
- Gmach dawnej Biblioteki Uniwersytetu Warszawskiego, [w:] Kultura artystyczna Uniwersytetu Warszawskiego, Warszawa 2003, s. 259-264.
- Dzieje pałacu w Podhorcach w XVIII-XX wieku, [w:] Ocalić dla przyszłości. Studia Ofiarowane Profesorowi Ryszardowi Brykowskiemu, Warszawa 2003, s. 105-112.
- List Konstantego Tencalli do hetmana Stanisława Koniecpolskiego, "Saeculum Christianum" 2003, R. X, nr 2, s. 279-285.
- Sibi-Amicis-Posteritati. O siedzibie polskiego ziemianina w XVI i XVII wieku, [w:] Dziedzictwo pierwszej Rzeczypospolitej w doświadczeniu politycznym Polski i Europy, red. J. Ekes, Nowy Sącz 2005, s. 89-98.
- Czytając Adama Miłobędzkiego, "Rocznik Historii Sztuki" 2005, T. XXX, s. 5-13.
- Górna sala warszawskiego pałacu kanclerza Jerzego Ossolińskiego, "Archeologia Historica Polona" 2005, tom 15/1, s. 309-315.
- Konserwacja architektury w Polsce, [w:] O zabytkach. Opieka – ochrona – konserwacja, Towarzystwo Opieki nad Zabytkami, Warszawa 2005, s. 57-69.
- "Kazać porobić, byle były jak najmodniejsze". Relacje między inwestorem a budowniczym w polskiej architekturze nowożytnej, [w:] Studia nad sztuką renesansu i baroku, tom VI. Fundator i dzieło w sztuce nowożytnej. Część I, red. J. Lileyko, I. Rolska-Bruch, Lublin 2005, s. 21-28.
- Góra świętej Anny – Jerozolima i Rzym Górnego Śląska, [w:] Pielgrzymowanie i sztuka. Góra świętej Anny i inne miejsca pielgrzymkowe na śląsku, red. J. Lubos-Kozieł, J. Gorzelik, J. Filipczak, A. Lipnicki, Wrocław 2005, s. 49-58.
- Kraków – Rzymem Rzeczypospolitej w pierwszej połowie XVII wieku, [w:] Praxix atque theoria. Studia ofiarowane Profesorowi Adamowi Małkiewiczowi, Kraków 2006, s. 25-34.
- Od fundatora do wykonawcy. Twórcy architektury XVII-XVIII w. w Polsce, [w:] Architekt – Budowniczy – Mistrz murarski. Materiały z sesji naukowej Instytutu Sztuki PAN Warszawa 24-25 listopada 2004 roku, Warszawa 2007, s. 47-54.
- Fundator i jego dzieło na przestrzeni dziejów, [w:] Studia nad sztuką renesansu i baroku, T. VIII, Fundator i dzieło w sztuce nowożytnej, Część 3, red. J. Lileyko, I. Rolska-Boruch, Towarzystwo Naukowe KUL Katolicki Uniwersytet Lubelski Jana Pawła II, Lublin 2007, s. 7-14.
- Podhorce po 20 latach, [w:] Podhorce i Wilanów – interdyscyplinarne badania założeń rezydencjonalnych, Zeszyty archeologiczne i humanistyczne warszawskie, Warszawa 2008, s. 11-15.
- Forum Wazów czy Forum Romanum?, [w:] Trwać oznacza ocalić dobro i piękno. Pamięci księdza Janusza ST. Pasierba w 15. rocznicę śmierci, Pelplin 2008, s. 271-280.
- Szymon Bogumił Zug i jego arcydzieło – zbór ewangelicko-augsburski w Warszawie, [w:] Ewangelicy w dziejach Warszawy. Materiały z sesji naukowej w Bibliotece Uniwersyteckiej w Warszawie 13 czerwca 2008, Warszawa 2008, s. 93-100.
- Architektura kościołów kanoników regularnych laterańskich ze szczególnym uwzględnieniem kongregacji Bożego Ciała na Kazimierzu w Krakowie, [w:] Przemijanie i trwanie. Kanonicy Regularni Laterańscy w dawnej i współczesnej Polsce. Materiały Międzynarodowej Konferencji zorganizowanej z okazji 600-lecia fundacji opactwa Bożego ciała w Krakowie, red. K. Łatak CRL, I. Makarczyk, Kraków 2009, s.59 – 66.
- Nowożytne zamki polskiej magnaterii. Uwagi o reprezentacji na wybranych przykładach, [w:] Studia nad sztuką renesansu i baroku, T. IX, Ceremoniał i obyczaj w XVI-XVIII wieku, red. J. Lileyko, I. Rolska-Boruch, Towarzystwo Naukowe KUL, Katolicki Uniwersytet Lubelski Jana Pawła II, Lublin 2008, s.111-120.

Recenzje
- W. Fijałkowski, Wnętrza Pałacu w Wilanowie, Warszawa 1977, "Kronika Warszawy" 1978, 3/35, s. 109-112.
- V. Funk, Veit Stoss. Der Krakauer Marienaltar, Freiburg-Basel-Wien 1985, "Collectanea Theologica" 1987, 57, fasc. III, s. 189-190.
- A. Bartetzky, Das Grosse Zeughaus in Danzig. Baugeschichte. Architekturgeschichtliche Stellung. Representative Funktion, Stuttgart 2000, "Ikonotheka" 2004, t. 17, s. 225-230.

Prace popularnonaukowe
- Kolegiata w Łasku, Archidiecezjalne Wydawnictwo Łódzkie 2000, s. 11-16.

Hasła encyklopedyczne
- Nowa Encyklopedia Powszechna PWN, t. I-VI, Warszawa 1995-1996, biogramy architektów: Julian Ankiewicz, Piotr Beber, Józef Brizio, Mateusz Castelli, Jan Chrzciciel Ceroni, Karol Ceroni, Władysław Ekielski, Karol Marcin Franz, Jerzy Hoffman, Józef Huss, Henryk Ittar, Joachim Daniel Jauch, Hilary Majewski, Wilhelm Henryk Minter, Gabriel Słoński.
- Britannica-Edycja Polska, biogramy architektów: Karol Bay, Kacper Bażanka, Józef Szymon Belotti, Bartolomeo Berecci, Kaplica Boimów we Lwowie, Krzysztof Bonadura St., Mateusz Castello, Jan Zygmunt Deybel, Dientzenhofferowie, Józef Pius Dziekoński, Pompeo Ferrari, Paweł Antoni, Jakub, Józef Fontanowie, Jan Krzysztof Glaubitz, Wawrzyniec Gucewicz, Henryk Marconi, Bernard Meretyn, Dominik Merlini, Bernardo Morando, August Moszyński.
- Allgemeines Kunstlerlexikon, K. G. Saur Verlag Munchen, Leipzig 1993-1997, T. 6-16, biogramy architektów: Benedykt, Ch. Benoit, G. M. Bernardoni, J. Bretfus, J. Brizio, K. Bonadura St., K. Bonadura Mł., M. Castello, A. Catenazzi, Jan Catenazzi, C. Ceroni, K. Ceroni, J. Canger, D. Cioli.

Redakcje naukowe
- Studia [I]. Architektura nowożytna, red. Z. Bania, Łódź 2000.[potrzebny przypis]
- Studia [II]. Architektura średniowieczna i nowożytna, red. Z. Bania, E. Kubiak, Łódź 2002.[potrzebny przypis]